# Tuchlovický potok
Tuchlovický potok začíná v obci Rynholec, kde vzniká několika přítoky dešťové kanalizace. Následně přitéká vyčištěná voda z rynholecké čističky odpadních vod. Následně protéká několika mokřady poblíž obce Vašírov. Pravostranným přítokem je Zámecký potok, který teče z Lán. Na okraji obce Srby ústí zprava do Loděnice, která vzápětí napájí Turyňský rybník.

## Mlýny
- Tuchlovický mlýn – Zemědělců 16, Tuchlovice, okres Kladno, kulturní památka